# Better by You, Better than Me
«Better by You, Better than Me» (укр. З тобою кращий, кращий за мене) — пісня англійського рок-гурту Spooky Tooth з їхнього студійного альбому 1969 року Spooky Two.
У 1990 році кавер-версія 1978 року, виконана хеві-метал-гуртом Judas Priest, стала предметом широко розрекламованого «судового процесу про підсвідоме послання». У позові стверджувалося, що запис гурту містив приховані послання, які під їхнім впливом змусили пару молодих людей у Спарксі покінчити життя самогубством у 1985 році. Зрештою, справу було закрито.

## Склад
- Лютер Ґросвенор — гітара
- Майк Гаррісон — клавішні, вокал
- Майк Келлі — ударні
- Ґреґ Рідлі — бас-гітара, гітара
- Ґері Райт — клавішні, вокал

## Версія Judas Priest
Переспів «Better by You, Better than Me» у виконанні Judas Priest швидший, ніж у Spooky Tooth, і додає короткий вокальний бридж. Пісня була додана до альбому в останню хвилину, коли CBS Records наполягли на включенні ще одного більш комерційного треку, щоб оживити альбом, на якому більшість пісень мають дуже темний і зловісний підтекст. Він був записаний під час окремої сесії з Джеймсом Ґатрі, оскільки Денніс МакКей перейшов до інших проектів і більше не був доступний. Повідомляється, що гурт був вражений продюсуванням Ґатрі, оскільки воно контрастувало з надто тонким, пласким звучанням, яке до цього часу переслідувало їхні альбоми. Вони попросили його продюсувати їхній наступний альбом, Killing Machine.

### Склад (версія Judas Priest)
- Роб Гелфорд — вокал
- К. К. Даунінґ — гітари
- Ґленн Тіптон — гітари, бек-вокал
- Іен Гілл — бас-гітара
- Лес Бінкс — ударні